# Славомир Мрожек
Славо̀мир Мро̀жек (на полски: Sławomir Mrożek; роден на 29 юни 1930 г. в Боженчин, умира на 15 август 2013 г. в Ница) е полски писател, драматург и карикатурист. Автор на много разкази на философска, политическа и психологическа тематика. Като драматург е представител на театъра на абсурда.

## Биография
Роден е в Боженчин, като син на пощенския управител Антони Мрожек (1903 – 1987) и Зофия от дома Кенджьор (1906 – 1949), дъщеря на предприемач в млекопреработвателния бранш. Има брат – Йежи (1928 – 1932) и сестра – Литослава (1935 – 1995).
Абсолвент на краковския Общообразователен лицей „Бартломей Новодворски“.
Дебютира през 1950 г. като карикатурист, от 1953 г. публикува цикъл карикатури в списание „Przekrój“. Издадените през същата година сборници с разкази: Opowiadania z Trzmielowej Góry и Półpancerze praktyczne представляват неговият литературен дебют.
Първата му театрална творба е драмата „Полиция“, издадена през 1958 г. Драмата „Танго“ от 1964 г. донася на Мрожек световна слава.
Участва в реализацията на II спектакъл на гданския театър Бим-Бом със заглавие „Сериозна радост“ (1956).
През 1963 г. емигрира. През следващите години живее в Париж, след това се мести в САЩ, Германия, Италия и Мексико. През 1968 г. във френската преса публикува протестно писмо срещу интервенцията на войските от Варшавския договор в Чехословакия, а през декември 1981 г. протестира срещу въвеждането на военното положение.
През 1996 г. се връща в Полша. През 2002 г. претърпява инсулт, който довежда до афазия. В резултат на това загубва способността си да си служи с езика, както устно, така и писмено. Благодарение на терапията, която се провежда в продължение на три години възвръща умението си да чете и пише. Ефект от борбата с болестта му е неговата автобиография.
На 6 май 2008 г. Славомир Мрожек оповестява намерението си отново да напусне страната, за да отседне в Ница, заради климата, който въздейства положително на здравословното състояние на драматурга. Напуска Полша точно месец по-късно – на 6 юни 2008.
Умира на 15 август 2013 г. в болница в Ница. Тленните му останки почиват в Националния пантеон в Краков. Погребалното шествие е извършено на 17 септември 2013 г. в църквата „Св. св. Петър и Павел“ в Краков. Светата литургия се ръководи от краковския митрополит кардинал Станислав Дживиш.

## Личен живот
През 1959 г. се жени за художничката Мария Обремба. Бракът им завършва с нейната внезапна смърт през 1969 г. През 1987 г. се жени повторно за мексиканката Сузана Осорио Росас.

## Отличия и награди
- Велик кръст на Ордена на възродена Полша – 2013 г., посмъртно
- Командорски кръст със звезда на Ордена на възродена Полша – 1997 г.
- Златен медал „За заслуги в културата Gloria Artis“ – 2010 г.
- Орден „Ecce Homo“ – 2012 г.
- Орден на почетния легион – Франция, 2003.
- През 1962 г. става един от четиримата лауреати на литературната награда „Кошчелски“
- През 1987 г. получава наградата на град Клостернойбург на името на Франц Кафка
- През 1990 г. става Почетен гражданин на Краков
- През 2000 г. получава титлата доктор хонорис кауза на Ягелонския университет
- През декември 2004 г. за книгата Вариа. Как станах режисьор е удостоен с наградата Краковска книга на месеца
- През 2007 г. е номиниран за литературната награда Нике за Балтазар. Автобиография
- За кореспонденцията си със Станислав Лем, под формата на издадени от Литературно издателство Писма, Мрожек получава наградата на Полския ПЕН клуб на името на Ян Парандовски за 2010 г.
- На 23 март 2012 г. Славомир Мрожек става „доктор хонорис кауза“ на Шльонския университет в Катовице.

## Творчество
В своето творчество Мрожек разглежда както проблематика силно свързана с историята на Полша и културните традиции, така и универсални теми, като например свободата или заплахата от страна на съвременната цивилизация.

### Избрани произведения
- Слон (Słoń), сборник с разкази, 1957
- Дъжд (Deszcz), сборник с разкази, 1962
- Две писма и други разкази (Dwa listy i inne opowiadania), сборник с разкази, 1970
- Разкази (Opowiadania), сборник с разкази, 1981
- Доноси (Donosy), сборник с разкази, 1983
- Спящата красавица (Śpiąca Królewna), сборник с разкази,
- Вода (Woda), сборник с разкази,
- Полиция (Policja), драма, 1958
- В открито море (Na pełnym morzu), драма, 1961
- Карол (Karol), драма, 1961
- Танго (Tango), драма, 1964
- Дом на границата (Dom na granicy), драма, 1967
- Професор (Profesor), драма, 1968
- Емигранти (Emigranci), драма, 1974
- Летен ден (Letni dzień), драма, 1983
- Алфа (Alfa), драма, 1984
- Портрет (Portret), драма, 1987
- Вдовиците (Wdowy), драма, 1992

|  | Тази страница частично или изцяло представлява превод на страницата Sławomir Mrożek в Уикипедия на полски. Оригиналният текст, както и този превод, са защитени от Лиценза „Криейтив Комънс – Признание – Споделяне на споделеното“, а за съдържание, създадено преди юни 2009 година – от Лиценза за свободна документация на ГНУ. Прегледайте историята на редакциите на оригиналната страница, както и на преводната страница, за да видите списъка на съавторите. ВАЖНО: Този шаблон се отнася единствено до авторските права върху съдържанието на статията. Добавянето му не отменя изискването да се посочват конкретни източници на твърденията, които да бъдат благонадеждни. |